# 김영모
김영모(1953년 1월 5일 ~ )는 대한민국의 제빵 겸 요리 연구가이다.
1953년 1월 5일에 전라남도 해남군에서 태어났고, 고등학교 때 대구광역시로 이사를 오게 되었다. 18살 때, 대구광역시에서 보조로 제과일을 시작하였고, 1982년에 서초동 김영모과자점을 개업하였다. 2007년에 노동부에서 심사된 대한민국 제과 명장으로 선정되었다.

## 약력
- 1982년 5월 김영모과자점 오픈
- 1998년 대한민국 제과기능장 취득
- 2001년 3월 수원여자대학 식품과학부 제과제빵과 외래교수
- 2003년 2월 27일 ~ 2008년 2월 15일 (사)대한제과협회 제23~24대 회장 역임
- 2004년 ~ 2005년 서울 국제빵과자대회(SIBA) 심사위원
- 2004년 7월 미국 세계제과월드컵 챔피온쉽대회 단장
- 2004년 7월 미국 세계제과월드컵 챔피온쉽대회 심사위원
- 2007년 1월 직능경제인단체총엽합회 수석 부회장
- 2007년 1월 ~ 2009년 민주평화통일자문위원
- 2007년 1월 새빛맹인재활원 운영위원
- 2007년 10월 대한민국 6호 제과명장 선정
- 2008년 10월 파티시에 김영모 설립
- 2010년 ~ 2012년 혜전대학 명예교수
- 2010년 ~ 서울호서직업전문학교 명예교수
- 2011년 3월 제10대 (사)대한민국명장회 회장
- 2012년 ~ 혜전대학교 명예교수
- 2012년 3월 고용노동부 대한민국산업현장교수
- 2012년 5월 한국잡월드 명예대사
- (사)한국제과기능장협회 자문위원
- 대한민국명장회 명예회장

## 방송 출연작

### KBS
- 2005년 7월 10일 카네이션 기행 - 행복을 만드는 빵집
- 2005년 7월 23일 행복한 밥상 - 빵
- 2009년 8월 31일 아침마당 - 인생수첩

### MBC
- 2009년 12월 18일 성공의 비밀

### SBS
- 2001년 별난행운 인생대역전
- 2004년 2월 14일 잘먹고 잘사는 법

### EBS
- 최고의 요리비결
  - 허브케이크 (2004년 8월 16일)
  - 레드와인 너트 브래드 (2004년 8월 17일)
  - 오트밀 해바라기 쿠키 (2004년 8월 18일)
  - 요구르트빵 (2004년 8월 19일)
  - 녹차케이크 (2004년 8월 20일)

### 케이블 · 위성 이외
- 푸드TV - 어디서 뭘 먹지? 11회 출연
- SDN - 클럽 오뜨 7회 출연

## 수상내역
- 2005년 대통령 국민포장
- 2006년 구어만드 요리책 경연대회 디저트부분 대상
- 2006년 제3회 장한 한국인상

## 저서
| 책 이름                      | 출시일           | 페이지 | 판형 | 출판사       | 국제 표준 도서 번호 | 비고 |
| ---------------------------- | ---------------- | ------ | ---- | ------------ | ------------------- | ---- |
| 김영모의 빵 케이크 쿠키      | 2002년 12월 16일 | 308쪽  | -    | 동아일보사   | ISBN 8970902902     |      |
| 빵 굽는 CEO                  | 2005년 9월 5일   | 256쪽  | -    | 김영사       | ISBN 8934919280     |      |
| 김영모의 행복한 빵의 세계    | 2005년 12월 1일  | 235쪽  | B6   | 기린출판사   | ISBN 8995735201     |      |
| 김영모의 파운드케이크 컬렉션 | 2006년 11월 1일  | 99쪽   | -    | 기린출판사   | ISBN 8995735228     |      |
| 김영모의 롤케이크 컬렉션     | 2006년 11월 1일  | 99쪽   | -    | 기린출판사   | ISBN 9788995735244  |      |
| 김영모의 치즈케이크 컬렉션   | 2006년 11월 1일  | 99쪽   | -    | 기린출판사   | ISBN 8995735236     |      |
| 꿈을 굽는 파티쉐 김영모      | 2007년 4월 6일   | 154쪽  | -    | 뜨인돌어린이 | ISBN 9788992130349  |      |
| 스위트 로드                  | 2009년 1월 9일   | 463쪽  | -    | 기린출판사   | ISBN 9788993485011  |      |

## 같이 보기
- 빵 (제과·제빵)
- (사)대한제과협회 / http://www.bakery.or.kr/[깨진 링크(과거 내용 찾기)]
- (사)한국제과기능장협회 / http://akmb.or.kr/[깨진 링크(과거 내용 찾기)]
- (사)대한민국명장회 / http://www.masteror.kr/[깨진 링크(과거 내용 찾기)]
- 김영모과자점 / http://www.k-bread.com/[깨진 링크(과거 내용 찾기)]